# إجراء عملية عسكرية خاصة
"إجراء عملية عسكرية خاصة" (الروسية: О проведении специальной военной операции) كان خطابًا متلفزًا من الرئيس الروسي فلاديمير بوتين موجهًا إلى مواطني روسيا والعسكريين التابعين للقوات المسلحة الأوكرانية في 24 فبراير 2022، قبل الغزو الروسي لأوكرانيا في عام 2022. كان الغرض من الخطاب هو إعداد الرأي العام وتقديم الدافع وراء تصرفات القيادة الروسية؛ ومع ذلك، تعرضت الدقة الواقعية والتوجه الأيديولوجي لانتقادات واسعة النطاق. لتبرير الغزو، ادعى بوتين أن أوكرانيا دولة نازية جديدة وأشار إلى المادة 51 من ميثاق الأمم المتحدة، وكلاهما قوبل بالرفض والانتقاد من قبل العديد من المؤرخين والخبراء.

## الخطاب
بدأت القنوات التلفزيونية الحكومية ببث خطاب الرئيس الروسي فلاديمير بوتين يوم 24 فبراير عام 2022 في تمام الساعة 5:30 صباحًا بتوقيت موسكو.

### حلف الناتو
تحدث بوتين في خطابه عن استحالة التوصل لاتفاق على قدم المساواة مع حلف شمال الأطلسي (الناتو) واتهم الحلف العسكري بالتوسع نحو الشرق. جاء بوتين على ذكر توسع الناتو مرارًا في خطابه واصفًا الأمر بـ«غير المقبول» إلى جانب ذكره للتطوير العسكري لأوكرانيا قائلًا: «الوضع بالنسبة لبلدنا في تدهور ويغدو أكثر خطورةً مع كل عامٍ يمضي بالترافق مع توسع الناتو نحو الشرق. وعلاوةً على ذلك تحدثت قيادة الناتو خلال الأيام القليلة الماضية بصورةٍ علنيةٍ عن الحاجة إلى الاستعجال والدفع باتجاه تقدم البنية التحتية للحلف وصولًا إلى الحدود الروسية. بعبارةٍ أخرى إنهم يتشددون في مواقفهم. لم يعد يسعنا بعد الآن الوقوف موقف المتفرج مما يحدث. سيكون ذلك أمرًا غير مسؤول على الإطلاق من جانبنا».
صرح بوتين بأن أوكرانيا أصبحت دولةً «معاديةً لروسيا» تزودها الدول الأخرى الأعضاء في حلف الناتو بـ«أحدث الأسلحة» وقال: «إن التوسع الإضافي للبنية التحتية لحلف الناتو ومباشرة التطوير العسكري على الأراضي الأوكرانية هما أمران غير مقبولين بالنسبة لنا. بالطبع المشكلة ليست حلف الناتو بحد ذاته إذ هو ليس سوى أداة للسياسة الخارجية الأمريكية. تكمن المشكلة في إنشائهم لكيانٍ معادي لروسيا ومناوئ لنا في الأراضي المجاورة لنا -وسوف أشدد في أراضي كانت تاريخيًا لنا- ووضعه تحت سيطرة خارجية كاملة ودعمه من قبل القوات المسلحة لدول الناتو بصورةٍ مكثفة وتزويده بأحدث الأسلحة».

### الإعلان عن العملية العسكرية الخاصة
أعلن بوتين لاحقًا عن بداية ما وصفه بـ«العملية العسكرية الخاصة» في منطقة دونباس مستشهدًا بالمادة الواحدة والخمسين من ميثاق الأمم المتحدة وبقرارٍ صادرٍ عن مجلس الاتحاد الروسي بشأن نشر القوات الروسية في أوكرانيا وباتفاقات مبرمة مع كل من جمهورية دونيتسك الشعبية (دي بّي آر) وجمهورية لوغانسك الشعبية (إل بّي آر) إذ قال حيال الأمر:
«لم يُترك لنا خيارٌ آخر لحماية روسيا وشعبنا سوى الخيار الذي أجبرنا على اللجوء إليه اليوم. يستدعي الوضع منا اتخاذ إجراءات حاسمة وفورية. توجهت الجمهوريتان الشعبيتان في دونباس إلى روسيا ملتمستا مساعدتها... وفي هذا الصدد وتبعًا لما جاء في المادة رقم 51 من الفصل السابع لميثاق الأمم المتحدة وبموافقة مجلس الاتحاد الروسي ووفقًا لمعاهدات الصداقة والمساعدة المتبادلة التي صادقت عليها الجمعية الاتحادية في يوم 22 فبراير من هذا العام مع جمهورية دونيتسك الشعبية وجمهورية لوغانسك الشعبية فإنني قررت إجراء عملية عسكرية خاصة».
اعترفت روسيا رسميًا بجمهورية دونيتسك الشعبية وجمهورية لوغانسك الشعبية بصفتهما دولتين مستقلتين في يوم 21 فبراير وذلك طبقًا لنفس الاتفاقين اللذين أشار إليهما بوتين. تبِع ذلك مصادقة مجلس الدوما ومجلس الاتحاد الروسي على الاتفاقين. قال بوتين إن الغرض من «العملية» هو «حماية السكان» في منطقة الدونباس التي يتحدث غالبية سكانها اللغة الروسية الذين «تعرضوا للإذلال والإبادة الجماعية على يد نظام كييف لمدة ثمانية أعوام» وأردف بوتين قائلًا: «يتحمل ضمير النظام الحاكم للأراضي الأوكرانية كامل المسؤولية عن أي إراقةٍ محتملة للدماء». كذلك صرح بوتين بأن روسيا تعتزم «خلع السلاح واجتثاث النازية» من أوكرانيا على حد تعبيره.

### مناشدة أبناء الشعب الأوكراني
دعا بوتين عناصر القوات المسلحة الأوكرانية إلى «إلقاء أسلحتهم فورًا والعودة إلى بيوتهم» وقال: «سوف يكون باستطاعة جميع جنود الجيش الأوكراني ممن يمتثلون لهذا المطلب ترك ساحة القتال بحرية والعودة إلى عوائلهم. يتحمل ضمير النظام الحاكم للأراضي الأوكرانية كامل المسؤولية عن أي إراقةٍ محتملة للدماء». وربط بوتين الإجراءات التي اتخذتها روسيا بالدفاع عن النفس من التهديدات التي أنشِأت ضد بلاده ومن «كارثةٍ أكبر مما يحدث اليوم». وقال مخاطبًا مواطني أوكرانيا: «أطلب منكم أن تفهموا ذلك بغض النظر عن مدى صعوبته وأدعوكم إلى التفاعل من أجل طي هذه الصفحة المأساوية والمضي معًا نحو الأمام».
أعلن بوتين عن عدم وجود خطط لاحتلال الأراضي الأوكرانية وأعرب عن دعمه لحق الشعب الأوكراني في تقرير مصيره قائلًا: «لا تشمل خططنا احتلال الأراضي الأوكرانية. لن نفرض أي شيء على أي أحدٍ بالقوة. سمعنا في الآونة الأخيرة عن وجود حديثٍ في الغرب مفاده أن الوثائق التي وقع عليها النظام السوفييتي الشمولي والتي كفلت ثمرات الحرب العالمية الثانية يجب ألا تظل ساريةً بعد الآن».

### التحذير من مغبة التدخلات
حذر بوتين في ختام خطابه البلدان الأخرى من مغبة التدخل في الصراع قائلًا:
«يجب على أي من تسول لهم نفسهم التدخل في شؤوننا ناهيك عن خلق تهديدات لبلدنا وشعبنا أن يعلموا أن رد روسيا سيكون فوريًا وسوف يجركم إلى عواقب لم تواجهوها قط في تاريخكم. نحن جاهزون لأي تطورٍ للأحداث. وقد اتُخذت جميع القرارات اللازمة في هذا الصدد. آمل أن يجد كلامي هذا آذانًا مصغية».

### النتائج
بُث خطاب بوتين خلال اجتماعٍ طارئ عقده مجلس الأمن التابع للأمم المتحدة حول الوضع في أوكرانيا في مساء يوم 23 فبراير. صرح مندوب روسيا في الأمم المتحدة فاسيلي نيبينزيا في نفس الاجتماع قائلًا: «نحن لا نشن عدوانًا على الشعب الأوكراني إنما على الطغمة التي استأثرت بالسلطة في كييف».
أفادت تقارير صحفية عن وقوع انفجارات هزت مدن كييف وخاركيف وأوديسا ومنطقة دونباس في غضون دقائق معدودة من إعلان بوتين عن اجتياح بلاده لأوكرانيا. شنت القوات الجوفضائية الروسية هجمات بالقنابل والصواريخ على منشآتٍ عسكرية أوكرانية في حوالي الساعة الخامسة صباحًا بتوقيت كييف. وتوغلت القوات البرية الروسية داخل الأراضي الأوكراني من عدة جهات ومن ضمنها شبه جزيرة القرم والأراضي البيلاروسية مباشِرةً بذلك الغزو الروسي لأوكرانيا في عام 2022.

## ردود الفعل
أصدر الأمين العام لحلف الناتو ينس ستولتنبرغ تصريحًا أدان فيه «هجوم روسيا المتهور وغير المبرر على أوكرانيا والذي سوف يعرض حياة عددٍ لا يحصى من المدنيين للخطر. اختارت روسيا مجددًا انتهاج طريق العدوان على دولةٍ مستقلة وذات سيادة رغم تحذيراتنا المتكررة وجهودنا الدؤوبة للانخراط دبلوماسيًا».
أصدر رئيس الولايات المتحدة جو بايدن تصريحًا اتهم فيه روسيا بشن «هجومٍ غير مبرر وغير عادل» على الشعب الأوكراني.
قال بايدن في معرض تصريحه: «لقد اختار الرئيس بوتين حربًا عمدًا ستؤدي إلى خسائر كارثية في النفوس ومعاناةٍ إنسانية» وأردف قائلًا: «تتحمل روسيا وحدها المسؤولية عن الموت والدمار الذي سيخلفه هذا الهجوم وسترد الولايات المتحدة وشركائها ردًا موحدًا وحاسمًا. سيحاسب العالم روسيا».
ناشد أمين عام الأمم المتحدة أنطونيو غوتيريش بوتين بوقف الغزو قائلًا: «أوقف أيها الرئيس بوتين قواتك من مهاجمة أوكرانيا. واعطِ السلام فرصةً. فقد أزهِقت الكثير من النفوس بالفعل».

## انظر ايضا
- مقابلة تاكر كارلسون مع فلاديمير بوتين